# اختبار كلارك
يعد اختبار كلارك أحد اختبارات فحص الركبة الذي يمكن استخدامه لاختبار متلازمة آلام الفخذ الرضفي أو تلين غضروف الرضفة أو التهاب المفاصل الرضفي الفخذي أو آلام الركبة الأمامية. اختبار كلارك ليس جزءًا قياسيًا من فحص الركبة ولكنه يستخدم لتشخيص آلام الركبة الأمامية حيث يشير التاريخ إلى أن هذا هو علم الأمراض المحتمل. يُطلب من المريض أن يقبض بنشاط عضلة الفخذ بينما تمارس يد الفاحص ضغطًا على القطب العلوي للرضفة، لذا في محاولة لمنع الحركة القريبة من الرضفة. في حين أنه يمكن أن يسبب بعض الانزعاج حتى لدى الأشخاص العاديين، إلا أن تكاثر الأعراض يوحي بألم من أصل الرضفة الفخذية.
الأدلة على صحة اختبار كلارك محدودة، وتزعم بعض المصادر أن الاختبار ليس مفيدًا من الناحية السريرية، ومع ذلك، فإنه لا يزال سائدًا في الممارسة السريرية.